# Lance LeGault
Lance LeGault est un acteur américain, né le 2 mai 1935 à Chicago, Illinois, et mort le 10 septembre 2012.

## Carrière
Il apparaît dans des séries et des films télé dans lesquels il joue principalement des militaires, spécialement des officiers. Son rôle le plus marquant est celui du colonel Roderick Decker dans la série L'Agence tous risques, un colonel de l'armée américaine qui essaie d'arrêter des vétérans fugitifs de la guerre du Viêt Nam. Il joue ce rôle de 1983 à 1986. 

Il a aussi des rôles récurrents dans deux autres séries mythiques des années 1980, Magnum dans laquelle il est le Colonel 'Buck' Greene, un colonel du corps des Marines et la Malédiction du loup-garou, où il interprète un chasseur de primes. Il apparaît également dans un épisode de la série Columbo.il a aussi été la doublure cinématographique d'Elvis Presley.

## Mort
Il meurt le	10 septembre 2012, à l'âge de 77 ans d'une insuffisance cardiaque.

## Filmographie

### Cinéma
- 1962 : Des filles... encore des filles (Girls! Girls! Girls!) : Un joueur de basses dans un nightclub
- 1964 : Salut, les cousins (Kissin' Cousins) de Gene Nelson : Un danseur
- 1964 : L'Amour en quatrième vitesse (Viva Las Vegas) de George Sidney : un musicien
- 1964 : L'Homme à tout faire (Roustabout) : Barker
- 1966 : Fahrenheit 451 de François Truffaut
- 1966 : The Swinger : Warren
- 1968 : The Young Runaways (en) : Curly
- 1969 : Sweet Charity de Bob Fosse : Un danseur
- 1974 : Catch My Soul : Iago
- 1977 : Hamburger Film Sandwich : Un robot en jouet (Voix)
- 1978 : Morts suspectes (Coma) de Michael Crichton : Vince
- 1978 : Frenck Quarter : Tom / Burt
- 1981 : Amy : Edgar Wanbuck
- 1981 : Les Bleus (Stripes) : Col. Glass
- 1982 : Fast-Walking : Lieutenant Barnes
- 1985 : Bigfoot and the Muscle Machines : Yank Justice (Voix)
- 1986 : Aigle de fer (Iron Eagle) : General Edwards
- 1987 : Kidnapping : Victor Nardi
- 1989 : Nightmare Beach : Rev. Bates
- 1992 : Shadow Force : Chef Thorpe
- 1995 : Two Bits and Pepper : Pepper (Voix)
- 1996 : The Silencers : Kirby
- 1996 : Dark Breed : Cutter
- 1997 : Executive Target : Moore
- 1997 : Mortal Kombat, destruction finale (Mortal Kombat: Annihilation) : le dieu du feu
- 1998 : Mission Scorpio One : Sen. Treadwell
- 2004 : La ferme se rebelle (Home on the Range) de Will Finn et John Sanford : Junior le bison (Voix)
- 2005 : Tugger: The Jeep 4x4 Who Wanted to Fly : Chef (Voix)
- 2006 : The Legend of Sasquatch : Cletus McNabb (Voix)
- 2009 : Stuntmen : Leo Supreme
- 2013 : Prince of Texas (Prince Avalanche) de David Gordon Green : Un chauffeur de camion

### Télévision
- 1968 : Au pays des géants (série télévisée) : Un policier géant
- 1973 : Pioneer Women (Téléfilm) : Joe Wormser
- 1974 : Gunsmoke (série télévisée) : Oregon
- 1974 : This Is the West That Was (Téléfilm) : Hearts
- 1975 : Petrocelli (série télévisée) : Fred Kistler
- 1975 : La Côte sauvage (Barbary Coast) (série télévisée) : Ben Sharpe
- 1975 et 1977 : Deux cent dollars plus les frais (The Rockford Files) (série télévisée) : Stone / Phil D'Agosto
- 1976 : Les Têtes brûlées (Baa Baa Black Sheep) (série télévisée) : Lt. Huck
- 1977 : L'Âge de cristal (Logan's Run) (série télévisée) : Matthew 12
- 1978 : Nowhere to Run (Téléfilm) : Kaufman
- 1978 : The Busters (Téléfilm) : Mel Drew
- 1978 : Wonder Woman (série télévisée) : Otis Fiskle
- 1978 : L'Incroyable Hulk (The Incredible Hulk) (série télévisée) : Brad
- 1978 : Donner Pass: The Road to Survival (Téléfilm) : Charles Stanton
- 1978-1979 : Galactica (série télévisée) : Bootes / Maga
- 1979 : Captain America (Téléfilm) : Harley
- 1979 : La Conquête de l'Ouest (How the West Was Won) (série télévisée) : Zachary
- 1979 : B.J. and the Bear (série télévisée) : Murphy
- 1979 : Undercover with the KKK (Téléfilm) : Weasel
- 1979 : Terreur à bord (The French Affair Atlantic) (série télévisée) : Lester Foyles
- 1980 : Shérif, fais-moi peur (série TV) : "La fugue" (Saison 2 - Episode 14) : Les Sloane
- 1980 : Power (téléfilm) : Stevens
- 1980 : Kenny Rogers, le joueur (Kenny Rogers as the Gambler) (Téléfilm) : Doc Palmer
- 1980 : Reward (Téléfilm) : Van Dyke
- 1981 : Buck Rogers (série télévisée) : Flagg
- 1981 : Walking Tall (série télévisée) : Travis
- 1981-1982 : Dynastie (Dynasty) (série télévisée) : Ray Bonning
- 1981-1988 : Magnum (série télévisée) : S2E5 Agent John W. Newton / Colonel Buck Greene
- 1982 : Jake Cutter (série télévisée) : Randall McGraw
- 1982 : Voyagers! (série télévisée) : Andrew Jackson
- 1982 : Hooker (série télévisée) : Lt. Decker
- 1982 et 1984 : K2000 (série télévisée) : Vernon Gray / Christopher Stone
- 1982 et 1985 : Simon et Simon (série télévisée) : Colonel Paul Stark / Matt Greenwood
- 1983-1986 : Agence tous risques (The A-Team) (série télévisée) : Colonel Roderick Decker
- 1984 : Automan (série télévisée) : Simon Rafferty
- 1984 : Partners in Crime (série télévisée) : Andrew Hodge
- 1984 : Call to Glory (série télévisée) : Paul
- 1984 et 1986 : Supercopter (Airwolf) (série télévisée) : Le narrateur / D.G. Bogard / Shérif J.J. Bogan / Noble Flowers
- 1987 : Mr. Gun (série télévisée) : General Mills
- 1987 : Three on a Match (téléfilm) : Hornet
- 1987-1988 : La Malédiction du loup-garou (Werewolf) (série télévisée) : Alamo Joe Rogan
- 1987 et 1991 : MacGyver : 
  - (saison 3, épisode 7 "Jack en détresse") : Shérif Bodine
  - (saison 7, épisode 1 "Un grand-père pas comme les autres") : Elliott
- 1988 : Arabesque (Murder She Wrote) (série télévisée) : Inspecteur Roger McCabe
- 1989 : Le Cavalier solitaire (Paradise) (série télévisée) : Harlan Ivey
- 1989 : Code Quantum (Quantum Leap) (série télévisée) : Chance McGill
- 1989 : Star Trek : La Nouvelle Génération (Star Trek: The Next Generation) (série télévisée) : Capt. K'Temoc
- 1989 : Dallas (série télévisée) : Al Halliday
- 1990 : La Loi de Los Angeles (L.A. Law) (série télévisée) : Scott Perot
- 1992 : Major Dad (série télévisée) : Colonel Kennedy
- 1992 : Columbo (série télévisée) : Le capitaine de police
- 1993-1994 : Le rebelle (Renegade) (série télévisée) : Shérif Roy Stoner / Grand-père
- 1994 : Roadracers (Téléfilm) : Le père de Donna
- 1994 : Rebel Highway (série télévisée) : Le père de Donna
- 1996 : Blackout (Téléfilm) : Agent Jack Daniels
- 1997 : Los Angeles Heat (série télévisée) : Jerry Parks
- 1999 : 2267, ultime croisade (Crusade) (série télévisée) : Sénateur Jacob Redway